# Gabriel Bodenehr

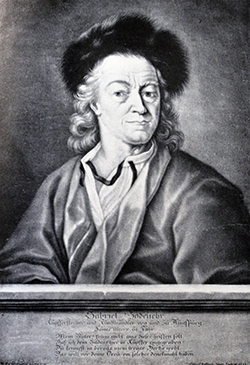
Gabriel Bodenehr den äldre

Gabriel Bodenehr den äldre, född 1673 i Augsburg, död 1766, var en tysk kopparstickare, verksam i Augsburg.
Han var son till kopparstickaren Johan Georg Bodenehr. I verket Europens Pracht und Macht in 200 Kupfer-Stücken har Bodenehr medverkat med nio utsikter efter Erik Dahlberghs Suecia